# ノスタルジー・イスタンブール・オリエント急行

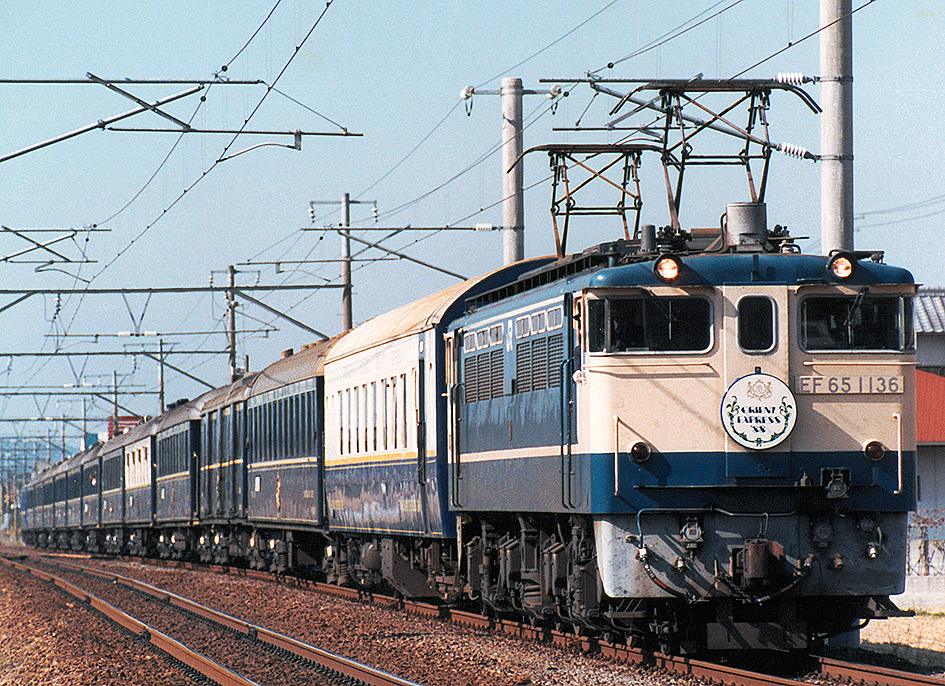
「オリエント・エクスプレス'88」として日本国内を走るノスタルジー・イスタンブール・オリエント急行（機関車と控車（機関車の直後と最後尾の車両）を除く）。

ノスタルジー・イスタンブール・オリエント急行(Nostalgie Istanbul Orient Express, 略称NIOE)はヨーロッパを中心に運行されていた観光列車である。1976年に運行を開始した。当初はノスタルジー・オリエント急行(Nostalgie Orient Express, NOE)あるいはノスタルジック・オリエント急行と呼ばれていたが、1983年以降は「イスタンブール」を付加している。車両はかつての国際寝台車会社（ワゴン・リ社）の寝台車、プルマン車（サロン車）、食堂車などが主であるが、旧ミトローパなどの客車もあった。
列車名をめぐる訴訟をきっかけに、2008年以降は「オリエント急行」という名は使われていない。

## 歴史

### 起源
オリエント急行は、国際寝台車会社（ワゴン・リ）により西ヨーロッパとバルカン半島を結ぶ列車として1883年に運行が始められ、1888年にはコンスタンティノープル（現イスタンブール）まで直通した。1920年代から30年代にはシンプロン・オリエント急行やアールベルク・オリエント急行など多彩な経路で東西ヨーロッパを結んでいた。しかし第二次世界大戦後には、「オリエント急行」と総称される列車群はかつてのような豪華列車ではなくなっていた。
1967年には、ワゴン・リ社はかつての豪華列車時代のオリエント急行を復活させた特別列車を企画した。この列車は同年4月29日夜にパリを発車し、ミュンヘン、プラハ、ウィーン、ブダペスト、ソフィア、そしてイスタンブールを巡る予定であった。しかしこの列車は予約が集まらず、実現せずに終わった。
1976年3月、スイス連邦鉄道（スイス国鉄）のミラノにおける代表者であるウォルター・フィンクボナー(Walter Finkbohner)の発案により、「シンプロン・オリエント急行」と名付けられた特別列車がミラノからイスタンブールまで運行された。この列車はワゴン・リ社の寝台車、食堂車、プルマン車などのうち、定期運用を退いてイタリア国内に保存されていた車両を利用したものであった。この企画の実行に携わったのが、スイスの小さな旅行会社イントラフルック(Intraflug)社の経営者であったアルバート・グラッツ(Albert Glatt)である。グラッツはフィンクボナーの友人であり、また熱心な鉄道ファンでもあった。
グラッツはその後、同様の豪華列車を観光目的で運行するため、旧ワゴン・リ社の客車を買い集めた。これがノスタルジー・イスタンブール・オリエント急行の起源である。

### イントラフルック時代
1976年10月7日、イントラフルック社の企画した特別列車「アールベルク・オリエント急行」がチューリッヒを発車した。列車はインスブルック、タウエルントンネル、リュブリャナ、ベオグラード、ソフィアを経由しイスタンブールまで運行された。この列車は好評であり、1977年夏までに「アールベルク・オリエント急行」は5回運行され、このほか「シンプロン・オリエント急行」（ローザンヌ - シンプロントンネル - ミラノ - ヴェネツィア - リュブリャナ - ベオグラード - アテネ）も運行された。
1977年3月から4月にかけては「ノスタルジー・オリエント急行」の名で運行され、以後これが列車名として定着することになった。また同年5月にはベルン発着で、また10月にはシュトットガルト発着でも運行された。
ノスタルジー・オリエント急行はイントラフルックの募集したツアーの他、他の旅行代理店の企画したツアーや、団体による貸切でも運行された。
イントラフルック社はその後も元ワゴン・リ社の客車を書い集めた。1977年10月8日には、モナコのモンテカルロにおいて行われたサザビーズのオークションでは、食堂車1両（2741号車）を落札した。なおこの時グラッツと競り合ったのが、後にベニス・シンプロン・オリエント・エクスプレスを創設するジェームズ・シャーウッドである。
ノスタルジー・オリエント急行はフランスには1981年に初めて乗り入れ、パリからイスタンブールまでかつてのシンプロン・オリエント急行の経路を完走した。このころにはイントラフルック社は元ミトローパ社のラインゴルト用客車も購入していたが、これは本来のオリエント急行とは全く関係のない車両である。そのため、ラインゴルト客車を連結する際にはフランス国内では「オリエント急行」を名乗ることができず、「ボルドー・ランス急行」のような名の特別列車となった。また1982年には本来のオリエント急行の経路であったパリ - ウィーン - イスタンブール間の運行が行われた。
1983年には、オリエント急行運転開始百周年のイベントが行われた。3月には元フランス大統領専用客車「プレジデンシャル」がノスタルジー・オリエント急行に初めて用いられ、チューリッヒ発着でボーデン湖を一周する特別列車として運転された。10月には百周年記念列車「ル・セントネール(Le Centnaire)」がパリからイスタンブールまで運転された。この列車はもともと同年5月に予定されていた。しかし多くの区間で蒸気機関車牽引の予定としていたものの、その手配が整わず、実際の運転は10月まで遅れ、西ドイツ国内での蒸気機関車牽引は実現しなかった。
また1983年には、前年に運行を始めたオリエント・エクスプレス・ホテルズ社のベニス・シンプロン・オリエント・エクスプレスとの区別を明確にするため、ノスタルジー・イスタンブール・オリエント急行と改名された。
1988年には日本のフジテレビジョンの企画により、「オリエント・エクスプレス'88」としてパリから香港までシベリア鉄道経由で運転され、さらに船で日本に渡って日本国内でも運転された。
1991年には、ユーゴスラビア紛争の影響でイスタンブールまでの運行が不可能になった。1992年には、歌手マイケル・ジャクソンがヨーロッパツアーのため専用列車として貸切で使用した。

### 所有者の変遷
1993年、イントラフルック社の経営難のため、ノスタルジー・イスタンブール・オリエント急行は別の旅行会社ライゼビュロー・ミッテルスルガウ(Reisebüro Mittelthurgau)社に売却された。この時期車両はスイスなどを拠点に運行されるものと、広軌台車に付け替えられてロシアを拠点にするものの2群に別れた。ロシアでは、シベリア鉄道を経由してモスクワ - 北京間などの運行も行われた。
2002年にはミッテルスルガウ社の経営統合により、ノスタルジー・イスタンブール・オリエント急行はトランスオイロープ・アイゼンバーン社(TransEurop Eisenbahn AG, TEAG)の所属となった。
2003年から2005年にかけては、ドイツの歴史的客車や01形蒸気機関車などの機関車も買い集められ、ノスタルジー・イスタンブール・オリエント急行に加わった。

### 改名
トランスオイロープ・アイゼンバーン社のノスタルジー・イスタンブール・オリエント急行は、本来のオリエント急行と縁のない客車を多く含む編成となっており、このような列車が「オリエント急行」を名乗ってよいかは批判の対象となっていた。2008年4月には、フランス国鉄が名称の使用中止を求める訴訟を起こした。これをきっかけに「ノスタルジー・イスタンブール・オリエント急行」としての列車運行は中止され、"GRAND-EXPRESS-EUROPEAN Train de Luxe"と改名された。車体の塗装もツートンカラーに改められたものの他、窓上に記されていたCIWL(国際寝台車会社)のレタリングが書き変えられ、一部車両ではCIWLの象徴である向い獅子のエンブレムを外した車両も存在する。

## 車両

### 客車

#### 一覧
以下は2003年時点のパンフレットに基づくNIOEの所属客車である。客車は台車交換により標準軌（ヨーロッパ要部、中国）と広軌（ロシアなど）の双方に対応可能であるが、一部標準軌または広軌専用の車両もある。
| プルマン車（旧ワゴン・リ）   | プルマン車（旧ワゴン・リ）                                                                   | プルマン車（旧ワゴン・リ） | プルマン車（旧ワゴン・リ） | プルマン車（旧ワゴン・リ）                              |
| 車両番号                     | 形式、車両名                                                                                 | 定員                       | 製造年                     | 備考                                                    |
| ---------------------------- | -------------------------------------------------------------------------------------------- | -------------------------- | -------------------------- | ------------------------------------------------------- |
| 4080 DE                      | フレッシュ・ドール型（厨房付）                                                               | 24                         | 1927年                     | ※                                                       |
| 4149 E                       | コート・ダジュール型                                                                         | 28                         | 1929年                     | ※                                                       |
| 4152 E                       | コート・ダジュール型                                                                         | 28                         | 1929年                     |                                                         |
| 4158 E                       | コート・ダジュール型                                                                         | 28                         | 1929年                     | ※ 2012年現在は箱根ラリック美術館が所蔵                  |
| 4161 E                       | コート・ダジュール型                                                                         | 28                         | 1929年                     | ※                                                       |
| 4164 E                       | コート・ダジュール型                                                                         | 27 + バー18席              | 1929年                     | ※                                                       |
| サロン車（旧ミトローパなど） |                                                                                              |                            |                            |                                                         |
| 車両番号                     | 形式、車両名                                                                                 | 定員                       | 製造年                     | 備考                                                    |
| 10000                        | 「ライヒスプレジデント・ヒンデンブルク（ヒンデンブルク大統領、Reichspräsident Hindenburg）」 | 14                         | 1926年                     | 標準軌専用                                              |
| 10005                        | 「プレジデント(Präsident)」                                                                  | 14                         | 1932年                     | 標準軌専用                                              |
| 10243                        | サロン車「ベルリン(Berlin)」                                                                 | 30                         | 1939年                     | 標準軌専用                                              |
| 10282                        | サロン・展望車「ベルリン(Berlin)」                                                           | 30                         | 1939年                     | 標準軌専用、2005年から使用                              |
| 24506                        | 「ラインゴルト・ピアノ車(Rheingold Pianowagen)」                                             | 18                         | 1928年                     | 標準軌専用、Piano-Barwagen RHEINGOLD "Köln"とも称する。 |
| 24507                        | 「ラインゴルト・サロン車(Rheingold Salonwagen)」                                             | 28                         | 1928年                     | 標準軌専用、Salonwagen RHEINGOLD "Köln"とも称する。     |
| 食堂車                       |                                                                                              |                            |                            |                                                         |
| 車両番号                     | 形式、車両名                                                                                 | 定員                       | 製造年                     | 備考                                                    |
| 3354 D                       | 「ラ・プレジデンシャル(La Présidentielle)」 または「パリ(Paris)」                            | 30                         | 1927年                     | 元フランス共和国大統領専用客車                          |
| 70011                        | 「ラキテーヌ(L'Aquitaine)」                                                                  | 39                         | 1960年                     | 標準軌専用                                              |
| 1140                         | 「ミトローパ(MITROPA)」                                                                      | 42                         | 1935年                     | 標準軌専用                                              |
| 2741 D                       | 「南急行（ジュートエクスプレス、Süd Express）」                                              | 56                         | 1926年                     | 2004年、プルマン車（定員24）に再改造、 ※                |
| 寝台車                       |                                                                                              |                            |                            |                                                         |
| 車両番号                     | 形式、車両名                                                                                 | 定員                       | 製造年                     | 備考                                                    |
| 3472 A                       | Lx16型                                                                                       | 16                         | 1929年                     | ※                                                       |
| 3475 A                       | Lx16型                                                                                       | 16                         | 1929年                     | ※                                                       |
| 3480 A                       | Lx16型                                                                                       | 16                         | 1929年                     | ※                                                       |
| 3487 A                       | Lx16型                                                                                       | 16                         | 1929年                     | ※                                                       |
| 3537 A                       | Lx16型                                                                                       | 16                         | 1929年                     | ※                                                       |
| 3542 A                       | Lx16型                                                                                       | 16                         | 1929年                     | ※                                                       |
| 3551 A                       | Lx20型                                                                                       | 20                         | 1929年                     | ※                                                       |
| 3851 A                       | Yb型                                                                                         | 33                         | 1941年                     | ※                                                       |
| 3909 A                       | YTb型                                                                                        | 33                         | 1949年                     | ※                                                       |
| 3922 A                       | YT型                                                                                         | 20                         | 1949年                     |                                                         |
| 荷物車等                     |                                                                                              |                            |                            |                                                         |
| 車両番号                     | 形式、車両名                                                                                 | 定員                       | 製造年                     | 備考                                                    |
| 1283 E                       | 荷物・厨房車                                                                                 | -                          | 1926年                     | ※                                                       |
| 1286 E                       | 荷物・厨房車                                                                                 | -                          | 1926年                     | ※                                                       |
| 2761 E                       | シャワー車                                                                                   | 7室                        | 1926年                     | ※                                                       |
| 3012 M                       | 荷物車                                                                                       | -                          | 1926年                     | 標準軌専用                                              |
| その他の座席車等             |                                                                                              |                            |                            |                                                         |
| 車両番号                     | 形式、車両名                                                                                 | 定員                       | 製造年                     | 備考                                                    |
|                              | 一等コンパートメント車                                                                       | 48                         | 1951年                     | 標準軌専用、元オーストリア国鉄車                        |
|                              | 一等コンパートメント車                                                                       | 60                         | 1954年                     | 標準軌専用、元西ドイツ国鉄車                            |
| 35104                        | 二等コンパートメント車                                                                       | 72                         | 1968年                     | 標準軌専用                                              |
| 74488                        | 二等開放座席車                                                                               | 68                         | 1936年                     | 標準軌専用                                              |
| 33007                        | ビストロ・食堂車                                                                             | 36 + 10                    | 1994年                     | 標準軌専用                                              |
| 80000                        | ダンス・バー車「ムーンライト(Moonlight)」                                                    | 48                         | 1984年                     |                                                         |
| 広軌専用車                   |                                                                                              |                            |                            |                                                         |
| 車両番号                     | 形式、車両名                                                                                 | 定員                       | 製造年                     | 備考                                                    |
| 78240                        | 荷物車                                                                                       | -                          |                            |                                                         |
| 78307                        | 荷物車                                                                                       | -                          |                            |                                                         |
| 81927                        | 会議車(Konferenzwagen)                                                                       | 50                         |                            |                                                         |
| 81992                        | 食堂車                                                                                       | 48                         |                            |                                                         |
| 業務用                       |                                                                                              |                            |                            |                                                         |
| 車両番号                     | 形式、車両名                                                                                 | 定員                       | 製造年                     | 備考                                                    |
| 40304                        | 寝台車（乗務員用）                                                                           | 30                         | 1982年                     |                                                         |
| 4777                         | MU型寝台車                                                                                   | 39                         | 1965年                     |                                                         |
| 4782                         | MU型寝台車                                                                                   | 33                         | 1965年                     |                                                         |
| 4501                         | 工作・倉庫・製氷車                                                                           | -                          |                            | 標準軌専用                                              |

なお、イギリスの鉄道愛好団体Southern E-Groupによると、※を付した車両は車両は2011年現在フランス国鉄の所属で、廃車待ちの状態である。

#### 各車の詳細

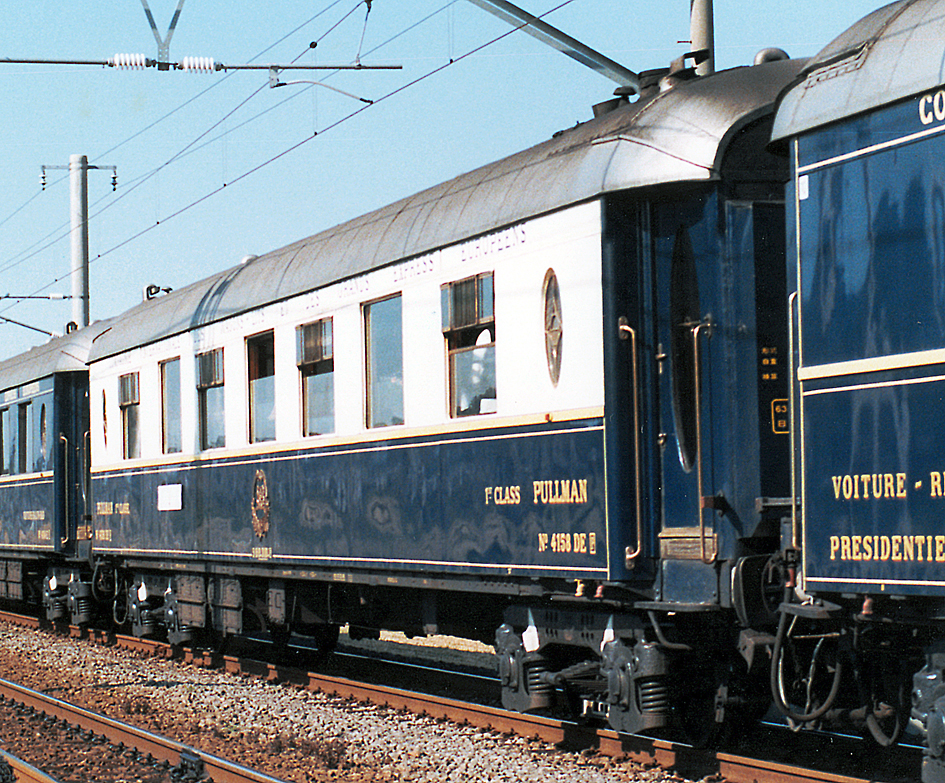
4158号プルマン車（1988年）

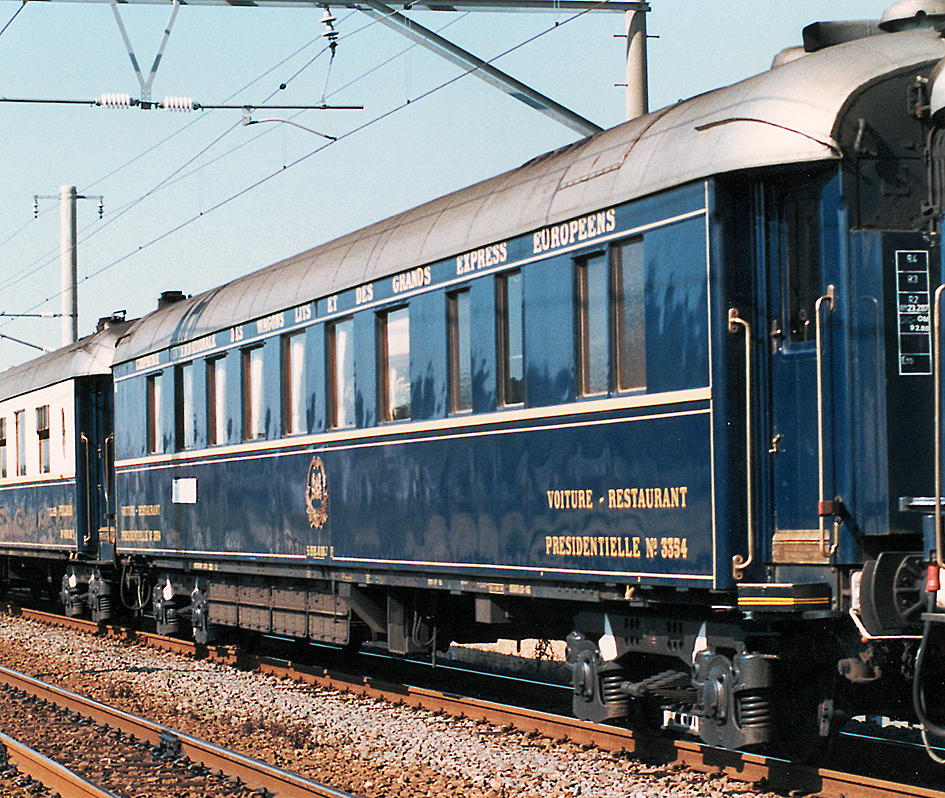
3354号車「プレジデンシャル」（1988年）

プルマン車 4080号車
元「フレッシュ・ドール」（パリ - カレー）用の客車。1937年に食堂車に改造された。1955年以降は南急行のイルン - リスボン間で用いられた。1970年代に休車となった後、製造当時の姿に復元する工事が行われた。
コート・ダジュール型プルマン車
元はコート・ダジュール急行（パリ - ヴェンティミリアなど）の客車である。ルネ・ラリックなどによるアール・デコの装飾が施されている。4158号車は2004年以降日本の箱根ラリック美術館が所有し、2012年現在は特別展示ル・トラン(Le Train)として公開されている。
ピアノ・バー車 4164号車
元はコート・ダジュール型プルマン車であるが、1951年に半室を食堂車、半室をバーとしたバー車に改造され、1974年まで青列車（トラン・ブルー）で用いられた。車内にピアノがあり、生演奏を楽しむことができた。
サロン車 10000号車「ライヒスプレジデント・ヒンデンブルク」
元はドイツ国営鉄道が保有していた高官用の特別車であり、パウル・フォン・ヒンデンブルク大統領が使用した。第二次世界大戦後はドイツ民主共和国（東ドイツ）のドイツ国営鉄道でにおいてやはり高官用に用いられ、ヴァルター・ウルブリヒト国家評議会議長などが乗車した。
サロン車 10243号車「ベルリン」
ナチス・ドイツ時代に高官用のサロン車として製造され、ヘルマン・ゲーリングが専用車としていた。
食堂車 3354号車「プレジデンシャル」
1927年製造の食堂車であり、1955年からフランスの共和国大統領用客車となった。ルネ・コティ、シャルル・ド・ゴール、ジョルジュ・ポンピドゥーの3代の大統領が使用したほか、イギリスのエリザベス2世、ベルギーのボードゥアン1世、ソビエト連邦のニキータ・フルシチョフなどの国賓も乗車した。後に鉄道愛好団体によって保存されていたものが、1983年からノスタルジー・オリエント急行に用いられるようになった。
食堂車 2741号車「南急行」
元はプルマン車であり、南急行のフランス国内区間（パリ - アンダイエ）に連結されていた。第二次大戦後は食堂車に改造され、南急行のイルン - リスボン間などに用いられた。1977年にモンテカルロで行われたオークションで落札された。
Lx型寝台車
10個の個室があり、Lx16形では中央の4室が一人用、両側の6室が二人用となる。Lx20型はすべて二人用個室である。Lx型はワゴン・リ車が保有していた寝台車のうち最も豪華なものとされているが、オリエント急行（シンプロン・オリエント急行なども含む）にはほとんど用いられていなかった。
荷物車 1283号車
かつてはシンプロン・オリエント急行に用いられたこともある車両であり、当時は車内にシャワー室や犬用カゴもあった。1974年には映画「オリエント急行殺人事件」の撮影に用いられた。1981年から1982年にかけての修復の後、ノスタルジー・オリエント急行に加わった。車内には電源設備や補助厨房、冷蔵庫やワインの保管庫などがある。また屋根上に突き出した監視窓がある。
シャワー車 2761号車
元はフレッシュ・ドール型プルマン車である。1935年に食堂車に改造された後、1967年にシャワー車に再改造された。車内にはシャワー用個室7室の他、ボイラー室、乗務員室などがある。

#### 過去の所属車両
1977年時点において、イントラフルック社が保有していた旧ワゴン・リ客車は以下の通り。
| 種類           | 車両番号                                 |
| -------------- | ---------------------------------------- |
| プルマン車     | 4149, 4158                               |
| 食堂車         | 2741（モンテカルロのオークションで購入） |
| 寝台車（Lx型） | 3472, 3475, 3480, 3487, 3537, 3542, 3551 |

1984年時点でのノスタルジー・イスタンブール・オリエント急行の所属客車は以下の通り。
| 種類                  | 種類                                | 車両番号                                   |
| --------------------- | ----------------------------------- | ------------------------------------------ |
| プルマン車 / サロン車 | 旧ワゴン・リ社 コート・ダジュール型 | 4149, 4151, 4158, 4159, 4161               |
| プルマン車 / サロン車 | 旧ミトローパ社 ラインゴルト         | 24506, 24507                               |
| 食堂車                | 食堂車                              | 2741（南急行）, 3354（プレジデンシャル）   |
| バー車                | バー車                              | 4164（元プルマン車、コート・ダジュール型） |
| 寝台車                | Lx16型                              | 3472, 3475, 3480, 3487, 3537, 3542         |
| 寝台車                | Lx20型                              | 3551                                       |
| 寝台車                | 乗務員用                            | 2両                                        |
| 荷物車                | 荷物車                              | 1283                                       |
| シャワー車            | シャワー車                          | 4013（元プルマン車、フレッシュ・ドール型） |

1. 1 2 3  ワゴン・リ社の所有車を借用。

1988年のオリエント・エクスプレス'88に用いられた車両は以下の通り。
| 種類         | 種類            | 車両番号                     |
| ------------ | --------------- | ---------------------------- |
| プルマン車   | プルマン車      | 4158                         |
| 食堂車       | 食堂車          | 3354（プレジデンシャル）     |
| ピアノバー車 | ピアノバー車    | 4164                         |
| 寝台車       | Lx16型          | 3472, 3480, 3487, 3542, 3537 |
| 寝台車       | Lx20型          | 3551                         |
| 寝台車       | Y型（乗務員用） | 3909                         |
| 荷物車       | 荷物車          | 1283                         |

### 機関車

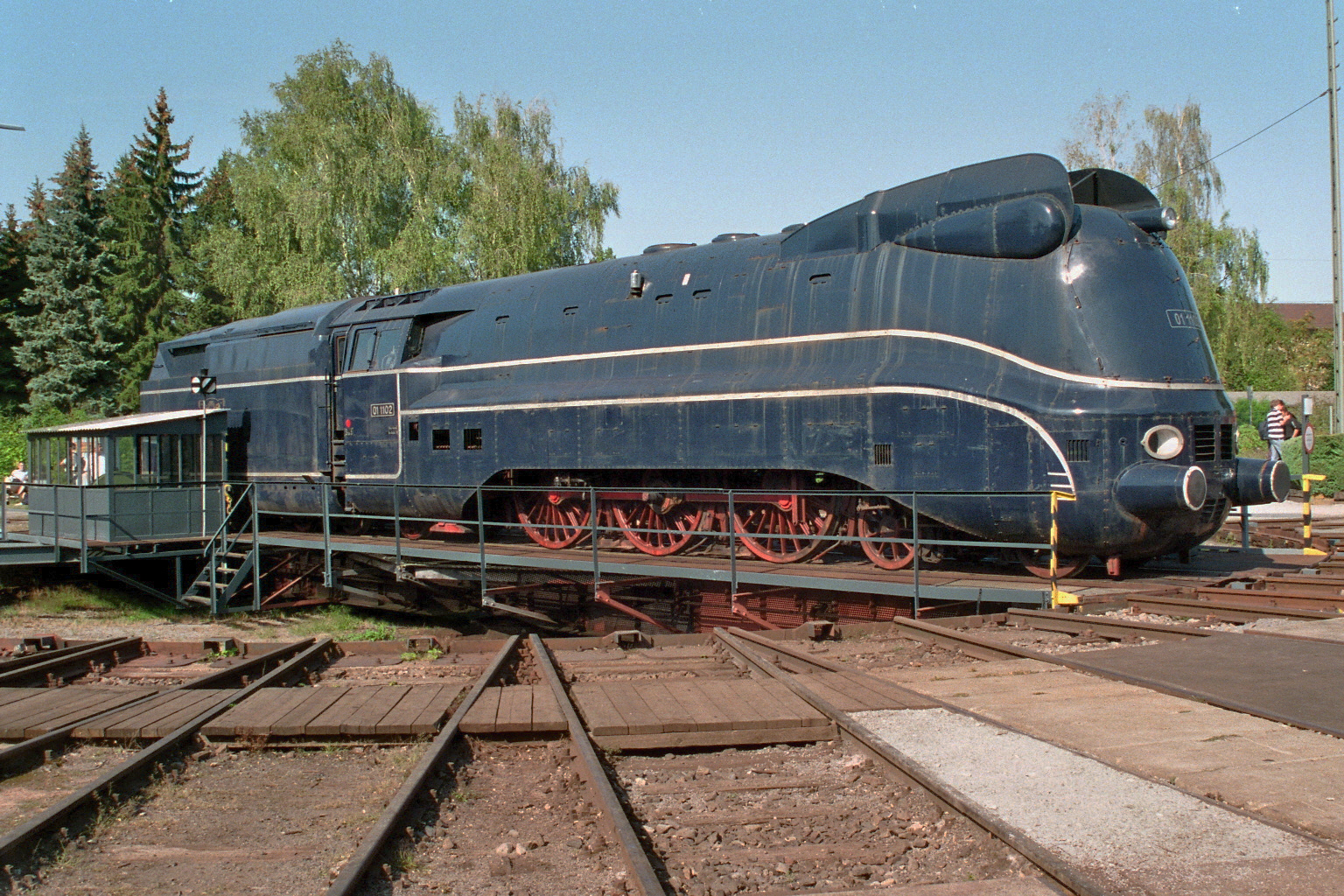
蒸気機関車01 1102（1996年）

蒸気機関車 01 1102 Blue Star
1940年にドイツで製造された01.10形蒸気機関車である。1973年に西ドイツ国鉄を除籍された後はベブラで保存されていたが、1995年から修復が始まり、1996年から正式に運転を再開した。このとき流線形のカバーも復元された。2001年には火災により損傷したが修復され、2002年からトランスオイロープ・アイゼンバーン社によって運用された。
蒸気機関車 50 3666/50 3670
それぞれ1943年、1941年に製造されたドイツの50形蒸気機関車である。
ディーゼル機関車 1603号
1955年に製造された、元ルクセンブルク国鉄の1600形ディーゼル機関車。
電気機関車 Ae 477 905/906
スイスのミッテルスルガウ鉄道の電気機関車Ae 477 905号機（ドイツのE42形//242形と同型）は2002年からノスタルジー・イスタンブール・オリエント急行の専用塗装となった。後に906号機も同様の塗装となっている。